# Assemblage

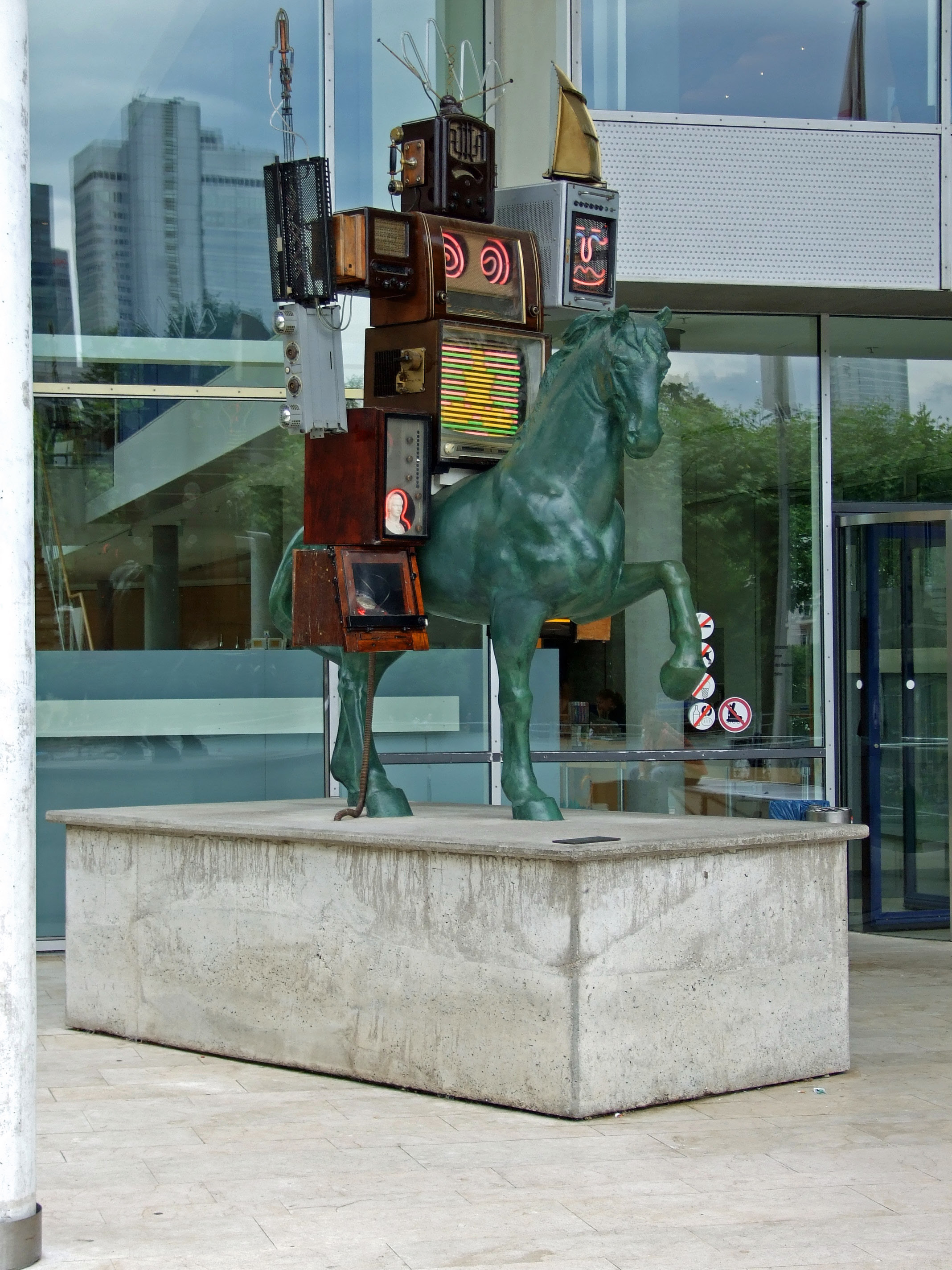
Nam June Paiks skulptur Pre-Bell-Man utanför Museum für Kommunikation i Frankfurt am Main i Tyskland är delvis ett assemblage.

Assemblage är inom konsten ett arbetssätt som kan liknas vid collagets, där föremålet byggs upp av tredimensionellt – vanligen upphittat – material.